# Чаган-Гол
Чаган-Гол — река в России, протекает в Республике Алтай. Устье реки находится по правому берегу реки Юстыт. Длина реки составляет 11 км. Берёт начало на северных склонах горы Богуты.

## Данные водного реестра
По данным государственного водного реестра России относится к Верхнеобскому бассейновому округу, водохозяйственный участок реки — Катунь, речной подбассейн реки — Бия и Катунь. Речной бассейн реки — (Верхняя) Обь до впадения Иртыша.

## Топографические карты
- Лист карты M-45-XXIV Цаган-Нур. Масштаб: 1 : 200 000. Указать дату выпуска/состояния местности.